# Limnophyton
Limnophyton Micheli – rodzaj jednorocznych lub wieloletnich roślin błotnopączkowych z rodziny żabieńcowatych (Alismataceae), obejmujący trzy gatunki występujące w tropikalnych regionach Starego Świata, przede wszystkim w Afryce, a także na subkontynencie indyjskim, w Malezji, Wietnamie, na Jawie i Małych Wyspach Sundajskich. 
Nazwa naukowa rodzaju pochodzi od greckich słów λίμνη (limni – jezioro) i φυτών (phyton – rośliny).

## Morfologia
Rośliny gruboszowate. Liście pionowe, o strzałkowatej lub klinowatej nasadzie, gładkie lub owłosione. Kwiaty zebrane w grono, wyrastające na głąbiku, składające się z 4–7 okółków po 3 kwiaty każdy. Kwiaty obupłciowe (położone niżej) i męskie (wyżej). Okwiat podwójny. Działki kielicha rozchylone po przekwitnięciu, trwałe. Płatki korony białe. Pręcików 6, z nitkami rozszerzonymi u nasady. Owocolistki 15-krotne, stłoczone. Zalążnie jajowate, szyjki słupków brzuszne. Owocami są niełupki z bocznymi przestworami powietrznymi między endokarpem i egzokarpem oraz błoniastą łupiną. Nasiono i zarodek zakrzywione.

## Systematyka
Systematyka według Angiosperm Phylogeny Website (aktualizowany system APG III z 2009)
Należy do rodziny żabieńcowatych (Alismataceae) w obrębie rzędu żabieńcowców (Alismatales) należącego do kladu jednoliściennych. 
Gatunki
- Limnophyton angolense Buchenau
- Limnophyton fluitans Graebn.
- Limnophyton obtusifolium (L.) Miq.

## Zagrożenie i ochrona
Limnophyton fluitans jest ujęty w Czerwonej księdze gatunków zagrożonych ze statusem VU (narażony). Gatunek ten znany jest jedynie z 7 stanowisk w Kamerunie. Prawdopodobnie występuje też w Nigerii. Rośliny te zostały uznane za narażone na wyginięcie m.in. z uwagi na postępującą degradację zbiorników wodnych, w których występują, związaną z prowadzoną wycinką lasów.